# Confederação da América do Norte e do Caribe de Handebol
A Confederação da América do Norte e do Caribe de Handebol (em inglês:  North America and the Caribbean Handball Confederation, NACHC) é o órgão que rege o esporte olímpico de Handebol e Handebol de Praia na América do Sul e América Central. Filiada à Federação Internacional de Handebol (IHF, na sigla em inglês) e com sede em Colorado Springs, a NACHC foi formada oficialmente em 5 de abril de 2019 em Santo Domingo, pouco mais de um ano após o descredenciamento e a divisão da antiga Federação Pan-Americana de Handebol, feita pela IFH, em duas novas entidades continentais: a NACHC e a Confederação Sul e Centro Americana de Handebol (SACHC).

## Filiados
América do Norte 
- Canadá
- Estados Unidos da América
- Groenlândia
- México

América Central
- Antígua e Barbuda
- Bahamas
- Barbados
- Ilhas Virgens Britânicas ✝
- Ilhas Cayman ✝
- Cuba
- Dominica
- República Dominicana
- Grenada ✝
- Haiti
- Jamaica
- Guadalupe
- Martinica
- Porto Rico
- São Cristóvão e Nevis
- Santa Lúcia
- Trinidad e Tobago

- ✝ significa membro não ativo